# Seff Heil
Josef „Seff“ Heil (* 29. April 1929 in Alt Sattl, Tschechoslowakei; † 21. Januar 2000 in Amberg) war ein deutscher Volkstumspfleger und -kundler des historischen Egerlandes.

## Leben
Josef Heil besuchte zunächst in seinem Geburtsort die Volksschule und danach die Bürgerschule in Falkenau an der Eger. 1943 begann er eine Elektrikerlehre bei der Verwertungsgesellschaft Montanindustrie mbH (ab 1944 Montan-Industriewerke GmbH), wurde aufgrund des andauernden Weltkriegs als 15-Jähriger dann aber zum Wehrdienst herangezogen.
Nach Kriegsende floh er Ende 1945 aus Furcht vor Zwangsarbeit in tschechoslowakischen Bergwerken nach Bayern, wo er von 1948 bis 1950 in Naring bei Miesbach seine Elektrikerlehre nachholte und abschloss. 1957 heiratete er Lore Holl, mit der er später drei Töchter bekam und zog in seine Wahlheimat Sulzbach-Rosenberg. 1958 absolvierte er in Bremen die Meisterprüfung und war fortan als Elektrikermeister und Abteilungsleiter bei der Firma Elektro Grasser in Amberg tätig.
Ehrenamtlich engagierte er sich seit seiner Übersiedelung nach München in mehreren sudetendeutschen Kulturvereinen. Unter anderem war er Mitglied der Sudetendeutschen Landsmannschaft sowie im Vorstand des Bundes der Eghalanda Gmoin (von 1989 bis zum Tod als Bundesvorsteher) und im Präsidium des Oberpfälzer Kulturbundes aktiv. Für sein kulturelles Engagement erhielt er mehrere Auszeichnungen.

## Publikationen
- Ländliche Spruchweisheiten aus dem Egerland und der Oberpfalz; Eigenverlag, Sulzbach-Rosenberg [1982?]. DNB 830503005
- Egerländer Hochzeitsbräuche um 1820; Eigenverlag, Sulzbach-Rosenberg [1982?]. DNB 830493557
- Die Egerländer und Oberpfälzer im baierischen Nordgau : Geschichte – Erneuerung – Erhaltung (Festvortrag anlässlich des 24. Bayer. Nordgautages am 5. Juni 1982 in Neumarkt); In: Die Oberpfalz. 70. Jg., 1982, Heft 9 und 10. DNB 830472819
- Egerländer Tanzfibel (als Josef Heil; Band 33 der Bücher der Egerländer); Egerland-Verlag, Geislingen an der Steige 1963. (Illustration: Anton Schönecker). DNB 36383382X
- Der Liederschatz des Egerlandes (4 Bände); herausgegeben zusammen mit Albert Brosch, Arbeitskreis Egerländer Kulturschaffender, Sulzbach-Rosenberg 1986. DNB 350246408
- Rund um den Wastl : eine Auswahl ernster und heiterer Erzählungen und Gedichte / von einer Vielzahl von Autoren aus Stadt und Kreis Falkenau an der Eger. Heimatverband der Falkenauer, Schwabach 1987. (Illustration: Anton Schönecker). DNB 880294612
- Ein Wort oft nur … : Gedichte und Erzählungen. Bund der Eghalanda Gmoin, Marktredwitz 1999. DNB 963941763

## Ehrungen und Auszeichnungen (Auswahl)
- 1980: Sudetendeutscher Volkstumspreis, Sudetendeutsche Landsmannschaft
- 1988: Nordgaupreis des Oberpfälzer Kulturbundes in der Kategorie „Nordgaupflege“
- 30. Januar 1992: Bundesverdienstkreuz 1. Klasse
- 1999: Egerländer Kulturpreis „Johannes-von-Tepl“, Arbeitskreis Egerländer Kulturschaffender
- 19??: Bayerischer Verdienstorden
- 19??: Verdienstmedaille der Stadt Marktredwitz
- 19??: Ehrenbrief der Sudetendeutschen Landsmannschaft
- 19??: Bundesehrenzeichen des Bundes der Eghalanda Gmoin